# 강도형
강도형(康徒衡, 1970년  ~ )은 한국해양과학기술원 출신의 제23대 해양수산부 장관이다.

## 학력
- 1989년 남녕고등학교 졸업
- 1997년 인하대학교 자연과학대학 해양과학 학사 (89학번)
- 2000년 제주대학교 대학원 해양생물학 석사
- 2006년 제주대학교 대학원 해양생물학 박사

## 경력
- 2006.10. ~ 2008.6. 한국해양과학기술원 열대해역연구단, 대양·열대해역연구사업단 연구원
- 2008.6. ~ 2012.6. 한국해양과학기술원 해양생물자원연구부 연구원
- 2009.3. ~ 2023.1. 과학기술연합대학원대학교 조교수, 부교수, 교수
- 2012.7. ~ 2015.8. 한국해양과학기술원 해외생물자원연구센터 연구원
- 2015.8. ~ 2018.4. 한국해양과학기술원 제주특성연구실장
- 2018.4. ~ 2018.9. 한국해양과학기술원 제주연구소 연구원
- 2018.5. ~ 2020.5. 제주특별자치도 세계환경중심도시 조성 추진위원회 위원
- 2018.9. ~ 2020.12. 한국해양과학기술원 제주특성연구센터장
- 2021.1. ~ 2023.1. 한국해양과학기술원 제주연구소장
- 2023.2. ~ 2023.12. 한국해양과학기술원 원장
- 2023.12. ~ 2025.7. 제23대 해양수산부 장관